# Plectiscidea integer
Plectiscidea integer là một loài tò vò trong họ Ichneumonidae.